# Fischleintal
Fischleintal (italsky Val Fiscalina) je boční údolí v Sextenských Dolomitech v nejvýchodnější části Jižního Tyrolska v Itálii, dlouhé asi 4,5 km. Toto údolí odbočuje ze Sextenského údolí směrem na jih.

## Poloha
Celé údolí se táhne od osady Moos, místní části obce Sexten, až k chatě Talschlusshütte na konci údolí přes Fischleinboden se stejnojmenným velkým parkovištěm a autobusovou zastávkou linky Kreuzbergpass – Innichen/Toblach. Údolí, které se ke konci zužuje, je dobře vybavené, s cestami, restauracemi a ubytováním. Za parkovištěm Fischleinboden je asfaltová silnice nahrazena nezpevněnými, ale snadno sjízdnými cestami.
Údolí je známé za hranicemi regionu svou malebností a vede do přírodního parku Drei Zinnen, kolem některých vrcholů Sextenských slunečních hodin. Za chatou Talschlusshütte (1 548 m) se Fischlental na úpatí hory Einserkofel větví na údolí Bacherntal vedoucí pod vrchol Zwölferkofel k chatě Zsigmondyhütte a Altensteintal stoupající ke Drei Zinnen a k vrcholu Paternkofelu, o který se během první světové války vedly urputné boje.
Údolí Fischleintal je odvodňováno potokem Fischleinbach, který se v osadě Moos vlévá do potoka Sextner Bach, přítoku řeky Drávy.

## Historie
Údolí Fischleintal je doloženo jako vysokohorská pastvina kláštera Innichen již v 10. století pod názvem „Uiscalina“, který byl až později poněmčen.

## Sesuv půdy
Ráno 12. října 2007 spadlo z vrcholu Einserkofel (2 698 m) na dno údolí přibližně 60 000 metrů krychlových horniny a suti. Nikdo nebyl zraněn a 30 rekreantů se podařilo zachránit. Zřícení skal pohřbilo pod sutí velkou část parkoviště a způsobilo, že se potok Fischleinbach vylil z břehů. Zřícení se připisuje síle vody, která zamrzla ve skalních puklinách v důsledku předchozích prudkých teplotních výkyvů.

## Galerie

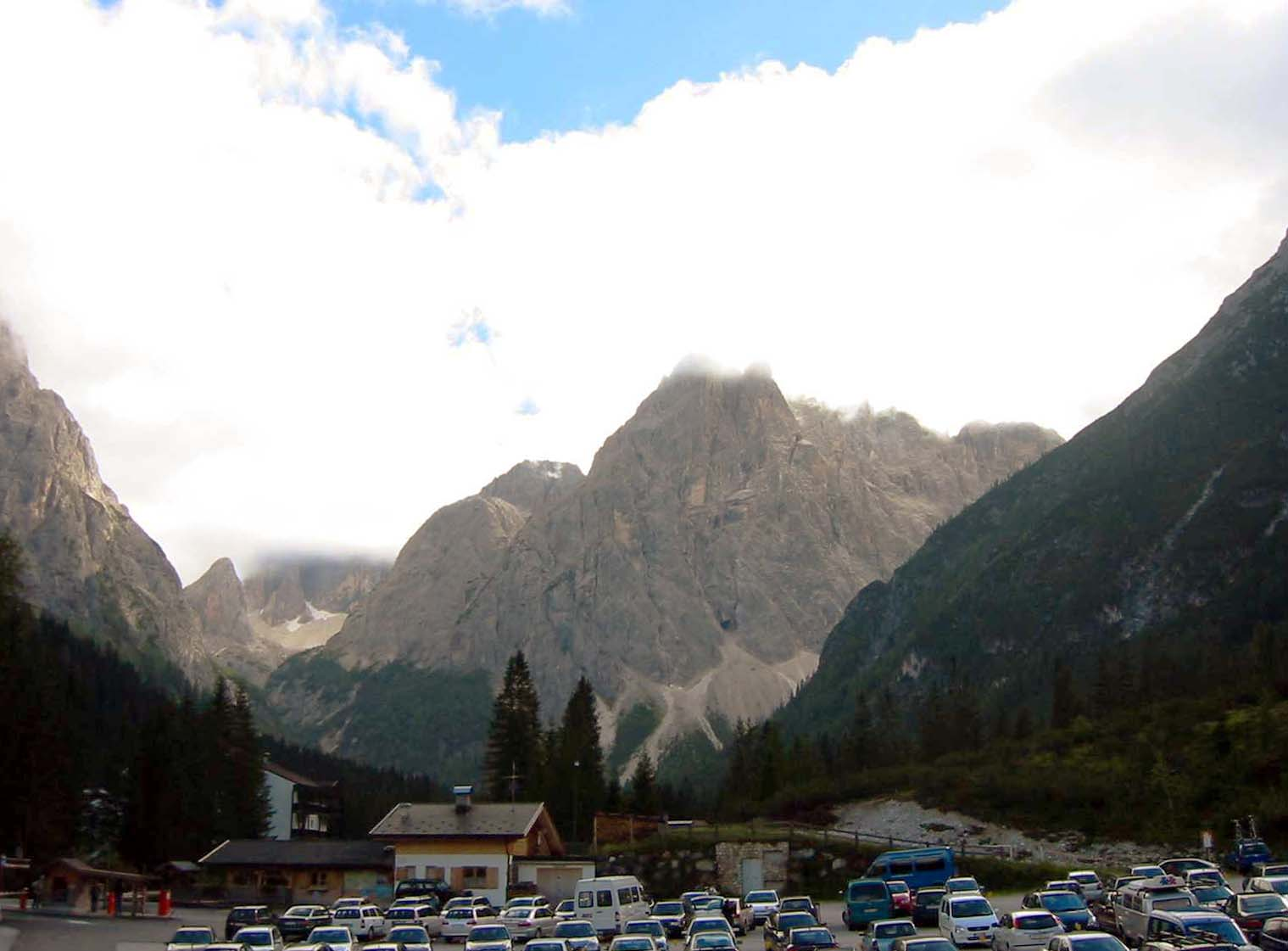
Fischleinboden-Hütte
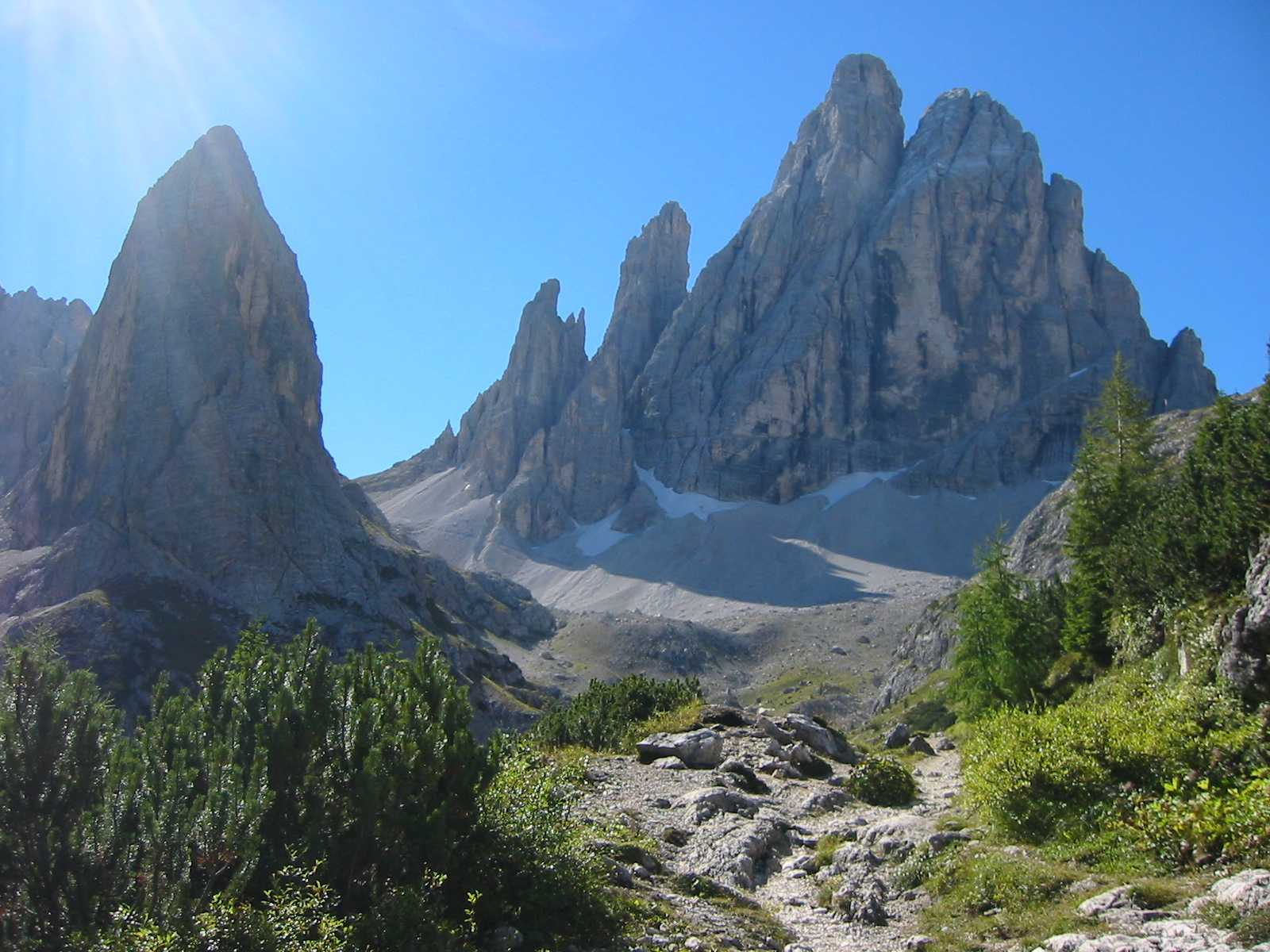
Elferkofel (vlevo) a Zwölferkofel
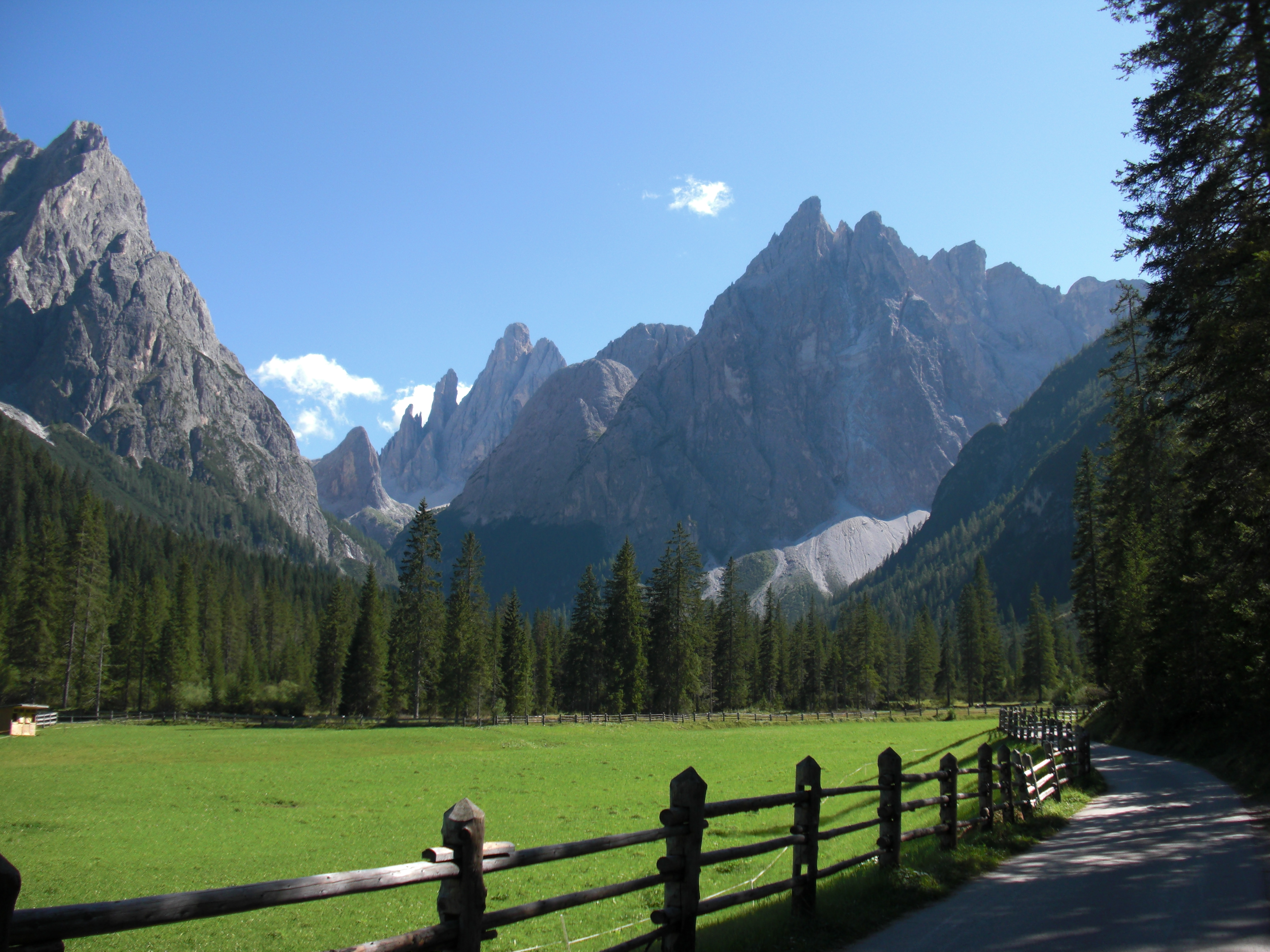
Pohled z údolí Fischleintal na Sextenské sluneční hodiny
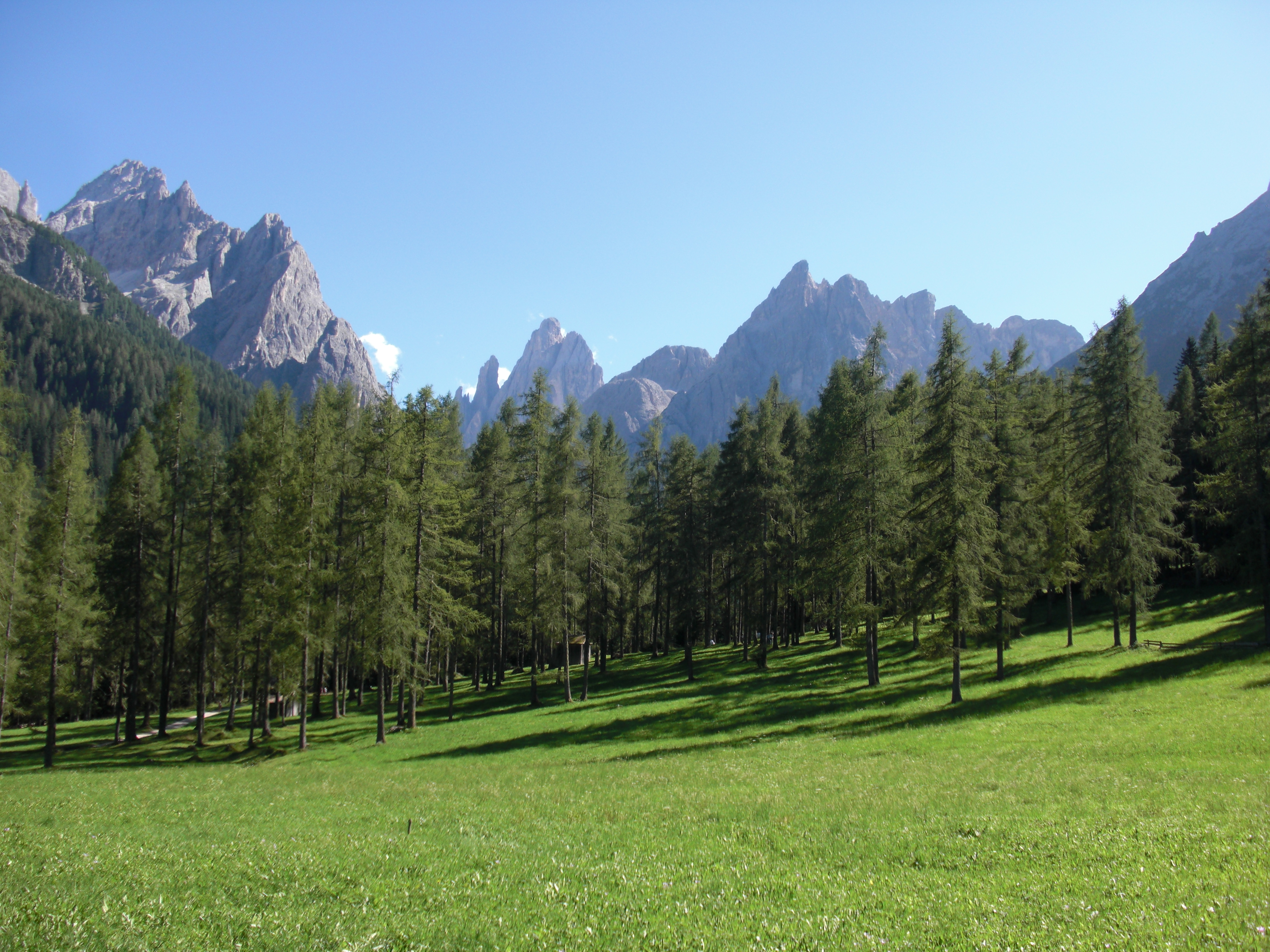
Lärchenwiesen
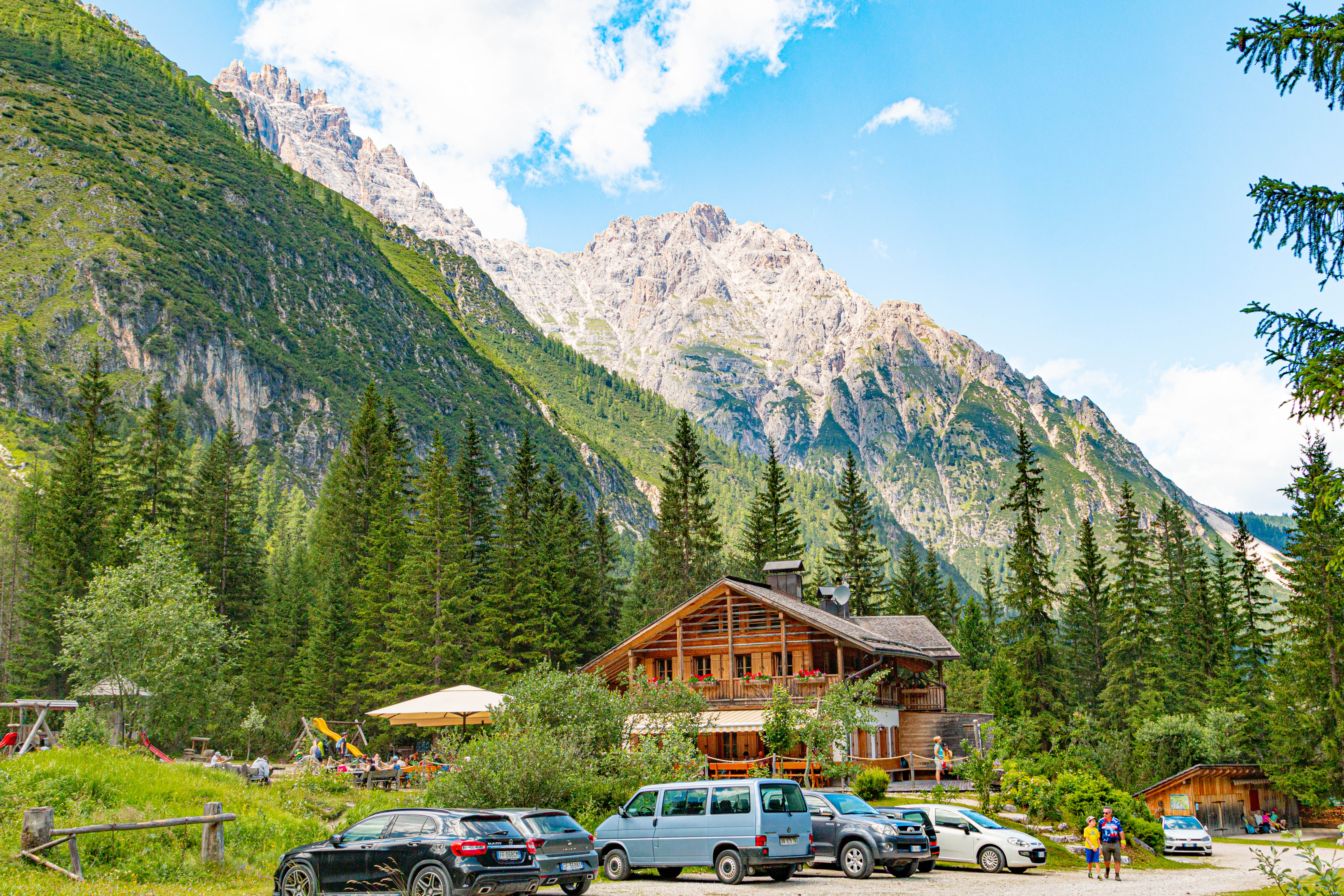
Talschlusshütte